# Violeta Quesada
Violeta Quesada Díaz (* 11. Juli 1947 in Santa Clara, Kuba; † 24. März 2024 in Tampa, USA) war eine kubanische Leichtathletin.
Quesada siegte bei den Panamerikanischen Spielen 1967 in Winnipeg zusammen mit Marcia Garbey, Cristina Echeverría und Miguelina Cobián in der 4-mal-100-Meter-Staffel und belegte im 200-Meter-Lauf den siebten Platz. Im selben Jahr wurde sie bei den Zentralamerika- und Karibikmeisterschaften in Xalapa Zweite über 200 Meter.
Bei den Olympischen Spielen 1968 in Mexiko-Stadt gewann Quesada in der 4-mal-100-Meter-Staffel gemeinsam mit Marlene Elejarde, Fulgencia Romay und Miguelina Cobián die Silbermedaille hinter den Vereinigten Staaten und vor der Sowjetunion. Außerdem startete sie im 100-Meter-Lauf, schied jedoch in der Viertelfinalrunde aus.
1969 belegte Quesada bei den Zentralamerika- und Karibikmeisterschaften in Havanna erneut den zweiten Platz im 200-Meter-Lauf. Dasselbe Ergebnis erzielte sie im folgenden Jahr bei den Zentralamerika- und Karibikspielen in Panama-Stadt.
Quesada starb im März 2024 im Alter von 76 Jahren.